# Былое (журнал)
«Былое» — ежемесячный журнал по истории освободительного движения в России, первый легальный журнал такой тематики в стране. Выходил в Петербурге в 1906—1907 и 1917—1926 годах. Тираж в 1907 году — около 30 тысяч экземпляров. Издавался под редакцией Богучарского и Щёголева при формальном участии Бурцева.
Материалы журнала заложили основу источниковой базы изучения истории революционного и общественного движения в России XIX века. С ноября 2012 готовится выход продолжение журнала, руководители Шишкин Виталий Викторович и Грязнов Владимир Адрианович. Журнал продолжит освещать революционные события в современной России.

## История журнала
В 1900—1904 годах за границей, в Лондоне, Париже и Женеве, В. Л. Бурцевым и Л. Э. Шишко были выпущены 6 номеров сборника «Былое». Опубликованные в них материалы были посвящены революционному движению 1860—1880-х годов, и особенно, «Народной воле». Значительная часть материалов являлась перепечаткой старой нелегальной литературы, но были и неизданные материалы, воспоминания. После возвращения Бурцева в Россию осенью 1905 года и после амнистии в январе 1906 года вместе с В. Я. Богучарским и П. Е. Щёголевым он основал в Петербурге периодический журнал «Былое».
Журнал выходил ежемесячно, книжками в 20 печатных листов каждая. Издательство и редакция последовательно помещались на Спасской улице (д. 25), Знаменской улице (д. 19), Литейном проспекте (д. 21).
Были опубликованы ценные сведения о процессах Н. Г. Чернышевского, М. И. Михайлова, Д. И. Писарева и Н. А. Серно-Соловьевича, а также ряд мемуаров народников. Журнал выходил большим тиражом (около 30 тыс. экземпляров). Подвергался репрессиям и на 10-й (22-й) книге в 1907 году был закрыт. В 1908 году вместо него стал издаваться журнал «Минувшие годы», а Бурцев возобновил в Париже заграничное издание журнала — в 1908—1913 годах вышли № 7—15. Видное место в нём занимали документы о террористической деятельности эсеров; публиковались также отдельные материалы о революции 1905—1907 годов, секретные правительственные документы, данные о провокаторах.
С июля 1917 года в Петрограде издание журнала было возобновлено одноимённым кооперативным издательским товариществом, которое, кроме 35 номеров журнала (тиражом до 6 тысяч экз.), выпустило свыше 50 книг историко-революционной тематики, основанных преимущественно на архивных материалах. Редакторами журнала в 1917 году, кроме Щёголева и Бурцева были В. В. Водовозов и Е. В. Тарле; с 1918 года — Щёголев. Значительная часть материалов была посвящена революционному движению XX века. Многие материалы не были пропущены уже советской цензурой, которая бдительно следила за направлением журнала. Номера 36 и 37 не были изданы и появились только в 1991 году.

## Программа журнала
1. Статьи и исследования по истории освободительного движения в России.
2. Биографии деятелей движения, воспоминания о них, их собственные мемуары, дневники письма, статьи, стихотворения и прочее.
3. Документы и другие материалы, касающиеся движения.
4. Отдельные факты и эпизоды из истории движения.
5. Историческая библиография
6. Современная летопись (регистрация главнейших фактов современного движения).

## электронное издание журнала

### указатели статей
- Систематический указатель статей и материалов в журналах "Былое" и "Минувшие годы" за 1906-1908 г. Национальная электронная библиотека = Российская государственная библиотека
- Систематический указатель статей и материалов помещенных в журнале "Былое" за 1917-1922 г.г. Национальная электронная библиотека = Российская государственная библиотека

### 1900—1904 Былое = Things that were: Историко-революционный сборник (Лондон)
- вып. 1.1900, 2.1902 и 6.1904 имели английский перевод заглавия Things that were как вторичное заглавие
- вып. 3.1903 — 5.1904 не имели Things that were как вторичное заглавие
- 1.1900 — 5.1904 Историко-революционный сборник Лондон: Типография партии социалистов-революционеров
- 6.1904 Историко-революционный сборник Лондон: издание группы народовольцев

- 1.1900 Things that were - Былое : Историко-революционный сборник Hathitrust Michigan State University = [ Internet Archive] (вып. 1.1900 — 6.1904), University of California = Internet Archives
- 2.1902 Things that were - Былое : Историко-революционный сборник Hathitrust Michigan State University = [ Internet Archive] (вып. 1.1900 — 6.1904)
- 3.1903 (февраль) Былое : Историко-революционный сборник Hathitrust Michigan State University = [ Internet Archive] (вып. 1.1900 — 6.1904), University of California = Internet Archives
- 4.1903 (май) — 5.1904 Былое : Историко-революционный сборник Hathitrust Michigan State University = [ Internet Archive] (вып. 1.1900 — 6.1904), (январь 1904г.) University of California = Internet Archives
- 6.1904 (февраль) Things that were — Былое : Историко-революционный сборник Hathitrust Michigan State University = [ Internet Archive] (вып. 1.1900 — 6.1904), University of California = Internet Archives
- Выпуски  1.1900 — 2.1902 журнала БЫЛОЕ, издававщегося в Лондоне,  тоже издавались в Ростове на Дону в Российской Империи в переиздании под заглавием Былое — ЖУРНАЛЪ издававшийся ЗА ГРАНИЦЕЮ подъ редакціей В. Л. Бурцева. Ростов-на-Дону: Донская речь
  - Выпускъ І (1900—1902 гг.) Hathitrust University of California = [ Internet Archives]

### 1906
- полное издание 1906—1907 гг. Hathitrust Cornell & Indiana (коллекция доступна только с расширением VPN или программой VPN)
- 1906 № 1 Internet Archive
- 1906 № 2 Internet Archive (2+3), Internet Archive, Internet Archive
- 1906 № 3 Internet Archive (2+3), Internet Archive
- 1906 № 4 [ Internet Archive]
- 1906 № 5 Internet Archive (5+6), Internet Archive
- 1906 № 6 Internet Archive (5+6)
- 1906 № 7 Internet Archive
- 1906 № 8 Internet Archive
- 1906 № 9 Internet Archive
- 1906 № 10 Internet Archive
- 1906 № 11 Internet Archive
- 1906 № 12 Internet Archive

### 1907
- полное издание 1906—1907 гг. Hathitrust Cornell & Indiana (коллекция доступна только с расширением VPN или программой VPN)
- 1907 № 13 Internet Archive
- 1907 № 14 Internet Archive
- 1907 № 15 Internet Archive (15+16), Internet Archive
- 1907 № 16 Internet Archive (15+16), Internet Archive, Internet Archive
- 1907 № 17 Internet Archive (17+18), Internet Archive
- 1907 № 18 Internet Archive (17+18)
- 1907 № 19 Internet Archive (19-22),
- 1907 № 20 Internet Archive (19-22), Internet Archive (20)
- 1907 № 21 Internet Archive (19-22)
- 1907 № 22 Internet Archive (19-22)

### 1908 — «Минувшие годы»
- 1908 № 1 Hathitrust Northwestern (1+2) = Internet Archive
- 1908 № 2 Российский государственный педагогический университет им. А.И. Герцена
- 1908 № 3
- 1908 № 4 Российский государственный педагогический университет им. А.И. Герцена
- 1908 № 5/6 Российский государственный педагогический университет им. А.И. Герцена
- 1908 № 7
- 1908 № 8 Российский государственный педагогический университет им. А.И. Герцена
- 1908 № 9 Российский государственный педагогический университет им. А.И. Герцена (9+10)
- 1908 № 10 Российский государственный педагогический университет им. А.И. Герцена (9+10)
- 1908 № 11 Российский государственный педагогический университет им. А.И. Герцена
- 1908 № 12 Российский государственный педагогический университет им. А.И. Герцена

### 1909—1917? - «LE PASSÉ - Былое» (Париж)
- LE PASSÉ - Былое : Сбордник по исторiи русскаго освободительнаго движенiя; Молодымъ людям на поученіе, Старымъ людямъ — на послушаніе (Изъ народныхъ стиховъ)
  - Париж / PARIS 11, Rue de Lunain 11; vyp. 13 = 50, Paris : Bvd. St. Jaques 50
  - Reprint in series Slavistic Printings and Reprintings 94 / 37+38. The Hague (Netherlands) : Mouton Publishers & EUROPE PRINTING ESTABLISHMENT 1973
- вып. 7—10 (1909) LE PASSÉ - Былое Hathitrust Northwestern = Internet Archive
  - = вып. 7, вып. 8 (оба без названия месяца; на титульном листе год = 1908, но измененный рукой на 1909) & 9/10 (март/апрель 1909)
- вып. 11—13 (1909/1910) LE PASSÉ - Былое Hathitrust Northwestern = Internet Archive, Internet Archive (Michigan State University)
  - = 11/12 (июль/август 1909), 13 (без названия, на титульном листе год = 1910 г.)
- вып. 14 (1912) LE PASSÉ - Былое (Paris : L. Rodstein) Hathitrust California = Internet Archive, Hathitrust California = Internet Archive
- вып. 15 (1913) не найдется электронная копия нигде

### 1917—1926
- 2-я серия, том 1—2 (1917) = 23—24 Hathitrust Indiana = Internet Archive
- 2-я серия, том 3—4 (1917) = 25—26 Hathitrust Indiana = Internet Archive
- 2-я серия, том 5/6 (1917) = 27/28 Hathitrust Indiana = Internet Archive
- 2-я серия, том 7—8 (1918) = 1—2/1918 = 29—30 Hathitrust Indiana = Internet Archive
- 2-я серия, том 9—11 (1918) = 3—4/5/1918 = 31—32/33 Hathitrust Indiana = Internet Archive
  - 32/33 = 4/5 (1918) Специальный номер "1 марта 1881 г." Центральная универсальная научная библиотека им. Н.А. Некрасова
- 2-я серия, том 12—13 (1918)[2] Hathitrust Indiana = Internet Archive
- 2-я серия, том 14—15 (1919) Hathitrust Indiana = Internet Archive
- 2-я серия, том 16—17 (1921) Hathitrust Indiana = Internet Archive
- 2-я серия, том 18—20 (1922) Hathitrust Indiana = Internet Archive
- 2-я серия, том 21—22 (1923) Hathitrust Indiana = Internet Archive
- 2-я серия, том 23—24 (1924) Hathitrust Indiana = Internet Archive
- 2-я серия, том 25—26 (1924) Hathitrust Indiana = Internet Archive
- 2-я серия, том 27—29 (1924) Hathitrust Indiana = Internet Archive
- 2-я серия, том 30—31 (1925) Hathitrust Indiana = Internet Archive
- 2-я серия, том 32—33 (1925) Hathitrust Indiana = Internet Archive
- 2-я серия, том 34—35 (1925-1926) Hathitrust Indiana = Internet Archive
  - 2-я серия, том 35 (1926) Национальная электронная библиотека
- 2-а серия, том 36—37 (1926) Hathitrust Indiana том доступен только в 2022 г.
  - 2-я серия, том 36 (1926) Национальная электронная библиотека
  - 2-я серия, том 37 (1926) Национальная электронная библиотека